# Чорна книга (Голокост)
«Чо́рна кни́га» (книга) — зібрання свідчень про Голокост на території СРСР, підготовка якого відбувалася в рамках роботи Єврейського антифашистського комітету. 2020 року вперше видана українською в Києві видавництвом "Дух і літера".

## Історія підготовки й публікації «Чорної книги»
За деякими твердженнями (зокрема, наведеними в «Короткій єврейській енциклопедії») ідея про потребу видання такої збірки матеріалів 1942 року належить Альберту Ейнштейну. На користь цього твердження свідчать дані, наведені знаним дослідником «Чорної книги» Іллею Альтманом: «1943 року, під час візиту Соломона Міхоелса та Їцика Фефера до США Альберт Ейнштейн, який очолював Американський комітет єврейських письменників, науковців і художників, запропонував ЄАК брати участь у підготовці збірки документів про трагедію євреїв Європи». У передмові до вільнюського видання «Чорної книги» (1993) Ілля Альтман згадував про звернення Американського комітету єврейських письменників, науковців і художників до ЄАК наприкінці 1942 року з пропозицією розпочати збирання матеріалів про знищення радянських євреїв. Однак, у цих випадках ішлося радше не про створення власне радянської збірки, а про збір радянських матеріалів для загальної джерельної публікації про Голокост на контрольованій Німеччиною європейській території. Записка Ї. Фефера, С. Міхоелса, І. Еренбурга й В. Гроссмана до А. Жданова від 28 листопада 1946 року з приводу видання «Чорної книги» (див. нижче) містить свідчення, згідно з яким ідея підготовки книги належала спільно представникам ЄАК (імена не згадуються) та трьом діячам із Американського комітету єврейських письменників, науковців і художників: А. Ейнштейну, Шолому Ашу й Бен Ціону Гольдбергу.
Згідно зі свідченням дочки Іллі Еренбурга Ірини Еренбург ініціатором створення «Чорної книги» був її батько, який і став співупорядником видання поряд із Василем Гроссманом:
Під час війни фронтовики надсилали Іллі Еренбургу величезну кількість документів, знайдених на звільнених від окупантів територіях, розповідали в листах те, що побачили або почули. Еренбург вирішив зібрати всі надіслані щоденники, передсмертні листи, показання свідків, які стосувалися знищення гітлерівцями євреїв, і видати “Чорну книгу”. Разом із письменником В. Гроссманом вони взялися за цю роботу: потрібно було відібрати найяскравіший матеріал, скоротити його, пояснити незрозумілі місця. Гроссман і Еренбург залучили до цієї роботи низку письменників і журналістів. Утворилася літературна комісія при Єврейському [антифашистському] комітеті. Уже 1943 року І. Еренбург пише до одного зі своїх читачів: «Я працюю над “Чорною книгою”».
Менш детально історію початку роботи над «Чорною книгою» переповідає сам Ілля Еренбург у своїх спогадах (частина V):
Наприкінці 1943 року, разом з В.С. Гроссманом я розпочав працю над збіркою документів, яку ми умовно називали «Чорною книгою». Ми вирішили зібрати щоденники, приватні листи, розповіді випадково вцілілих жертв або свідків поголовного знищення євреїв, яке гітлерівці здійснювали на окупованій території. До роботи ми залучили письменників Вс. Іванова, Антокольського, Каверіна, Сейфулліну, Переца Маркіша, Аліґер та інших. Мені надсилали матеріали журналісти, які працювали в армійських і дивізійних газетах, назву тут деяких із них: капітан Петровський (газета «Конногвардеец»), В. Соболєв ( «Вперед на врага»), Т. Старцев ( «Знамя Родины»), А. Левада ( «Советский воин»), С. Улановський («Сталинский воин»), капітан Сергєєв («Вперед»), кореспонденти «Красной звезды» Корзинкін, Гехман, працівники військової юстиції полковник Мельниченко, старший лейтенант Павлов, сотні фронтовиків.
Таким чином, сам Еренбург не згадав про ініціатора видання «Чорної книги», а лише навів приблизну дату початку роботи над нею.
У той самий час, в іншому місці своїх спогадів Еренбург згадував, що Ейнштейн цікавився підготовкою «Чорної книги» (частина VI, оповідь про візит до Ейнштейна у травні 1946):
Я знав, що Ейнштейн цікавиться виданням «Чорної книги». Я привіз деякі опубліковані матеріали, фотографії. Ейнштейн уважно дивився, потім звів очі. Я побачив у них скорботу, його губи трохи тремтіли. Він сказав: «Не раз в своєму житті я казав, що можливості пізнання безмежні і безмежно те, що ми повинні пізнати. Тепер я думаю про те, що ницість і жорстокість також не мають меж... 
При цьому роботу над книгою насправді було розпочато дещо раніше, ніж про це твердить Еренбург, оскільки вже 27 липня 1943 року у газеті ЄАК «Ейнікайт» було оприлюднено заклик до читачів надсилати свідчення про знищення євреїв нацистськими окупантами.
Цікаво, що у спогадах І. Еренбурга оповідь про роботу над «Чорною книгою» містить вислови, які можна розцінювати як намагання виправдати звернення до теми Голокосту як таке:
На Нюрнберзькому процесі було встановлено, що гітлерівці в Німеччині й на захопленій ними території інших країн вбили все єврейське населення — близько шести мільйонів душ. У 1941–1942 році в нашій пресі про це мало писали: фашисти у своїх листівках переконували, буцімто вони воюють не з росіянами, не з українцями, а лише з євреями. […] Радянські журналісти (у тому числі і я) вважали за свій обов’язок показати брехливість таких тверджень. Я написав сотні статей, у яких розповідав, як гітлерівці вбивали російських дітей, вішали білоруських дівчат, спалювали українські села. 1944 року мені здавалося, що надійшов час оприлюднити документи про знищення фашистами єврейського населення.
Історію припинення роботи над «Чорною книгою» Еренбург не оповідає, обмежуючись словами про те, що він «мріяв видати “Чорну книгу”» і згадкою про те, що набір книги було розсипано після ліквідації ЄАК 1948 року.
1945 року матеріали «Чорної книги» було передано до США, Палестини, Румунії та ін. країн за лінією Радінформбюро (ЄАК був структурним підрозділом цього органу). 1946 у США було видано неавторизований І. Еренбургом і В. Гроссманом скорочений текст. Факт передачі за кордон незатверджених літературною комісією з видання «Чорної книги» матеріалів став імовірною причиною припинення роботи в ній І. Еренбурга, що зумовило розформування комісії того ж року. Її повноваження було передано безпосередньо ЄАК, який створив редакційну колегію з підготоки книги (без Еренбурга у складі). При цьому, І. Еренбург разом із В. Гроссманом продовжував клопотатися про її публікацію перед партійним керівництвом. Про це свідчить їхня записка до секретаря ЦК ВКП(б) Андрія Жданова від 28.11.1946, підписана також Соломоном Міхоелсом та Їциком Фефером. Судячи з цього документа, станом на кінець 1946 року дві третини книги вже було зверстано:
Вельмишановний Андрію Олександровичу!
Звертаємося до Вас із питання про видання «Чорної книги», присвяченої безпрецедентному в історії людства злодіянню, вчиненому німецькими фашистами над єврейським населенням в роки війни. Справа з виданням «Чорної книги» виникла наприкінці 1942 року з ініціативи членів Єврейського антифашистського комітету в СРСР й американських громадських діячів — Альберта Ейнштейна, Шолома Аша і голови Єврейського комітету науковців, письменників і художників США Гольдберга. На цей час американське видання «Чорної книги» вже вийшло з друку, викликавши широкі відгуки преси і громадських діячів. У зв’язку з виходом книги відбулися мітинги і збори.
Роботу над російським, основним виданням «Чорної книги», була завершено восени минулого року, проте дотепер книга не вийшла з друку. […]
Один примірник «Чорної книги» було вручено представнику радянського обвинувачення на Нюрнберзькому процесі тов. Л.Н. Смірнову, який використовував матеріали книги у своїй промові. Через Книжковий відділ Радінформбюро книгу було надіслано для видання до Нью-Йорка, Мехіко, Лондона, Парижа, Рима, Софії, Будапешта, Праги, Бухареста, Тель-Авіва, Мельбурна.
Основне, російське видання «Чорної книги», дотепер не вийшло. «Чорну книгу» включило до редакційно-видавничого плану 1946 року і прийняло до видання Державне видавництво «Дер Емес». Книгу набрано, а дві третини її зверстано й підписано до друку. Однак технічна база видавництва «Дер Емес» не може забезпечити друкування книги, хоча воно й забезпечено папером. Роботу призупинено. Ми звертаємося до Вас, Андрію Олександровичу, з гарячим проханням допомогти якнайшвидшому виходу «Чорної книги», що можливо лише в разі, якщо ОГІЗ [Об’єднання державних видавництв] виділить спеціальний ліміт для надрукування в першому кварталі 1947 року. […]
Від імені президії Єврейського антифашистського комітету в СРСР
С. Міхоелс
І. Фефер
Редактори «Чорної книги»
Вас. Гроссман
І. Еренбург
У лютому 1947 керівник відділу агітації і пропаганди ЦК ВКП(б) Г. Александров передав А. Жданову доповідну записку, у якій висловив переконання в недоцільності видання «Чорної книги»:
За рекомендацією Єврейського антифашистського комітету Радінформбюро без відома Управління пропаганди розіслало рукопис книги до США, Англії, Франції, Італії, Мексики, Австралії, Палестини, Болгарії, Румунії, Угорщини й Чехословаччини. У США «Чорну книгу» вже видано.
Управління пропаганди докладно ознайомилося зі змістом «Чорної книги», яка являє собою збірку літературно опрацьованих оповідань, щоденників і листів свідків звірств гітлерівців проти єврейського населення на колишніх окупованих радянських територіях. У книзі на кількох сотнях сторінок описуються знущання, катування й поголовне винищення радянських громадян-євреїв на Україні, в Білорусі, Литві, Латвії, Естонії та в областях РРФСР, що пережили окупацію. Однак читання цієї книги, особливо її першого розділу, який стосується України, створює хибне уявлення про справжній характер фашизму […]. Червоною ниткою […] проводиться думка, що німці грабували і знищували лише євреїв. У читача мимоволі складається враження, що німці воювали проти СРСР винятково з метою знищити євреїв. Стосовно ж росіян, українців, білорусів, литовців, латишів і інших національностей Радянського Союзу німці начебто ставилися поблажливо. У багатьох оповіданнях підкреслюється, що для того, щоб урятуватися, достатньо було здобути «російський паспорт», не бути схожим на єврея і т.п. […]
Виходячи з цих міркувань, Управління пропаганди вважає видання «Чорної книги» в СРСР недоцільним.
Після цього процес підготовки «Чорної книги» до друку було зупинено остаточно, хоча представники ЄАК намагалися переконати А. Жданова змінити рішення, паралельно продовжуючи підготовку до її видання. Після підписання А. Ждановим висновку про недоцільність публікації «Чорної книги» від 7 жовтня 1947 року друк книги було зупинено. Після арешту членів ЄАК 1949 року факт підготовки «Чорної книги» неодноразово ставився їм у провину у протоколах допитів (1949 і пізніше) та обвинувальному висновку 1952 року.
У період роботи над книгою її фрагменти було опубліковано. Зокрема, добірка матеріалів вийшла у журналі «Знамя» російською мовою 1944 року. Розлогі виписки з книги Еренбург зміг опублікувати у 5 частині своїх спогадів «Люди. Годы. Жизнь» 1963 року (Новый мир. — 1963. — № 1-3; ці ж фрагменти надруковано в третьому томі окремого видання спогадів, що вийшов одразу після журнальної публікації).
1970 року Ірина Еренбург виявила в архіві І. Еренбурга матеріали «Чорної книги». У 1980-х їх було передано до Ізраїлю. Це відбулося після першої публікації російськомовного видання «Чорної книги» в Ізраїлі, здійсненого на основі версії, переданої Радінформбюро 1945 року. 1991 року ізраїльське видання було передруковано в Києві (К.: Оберіг, 1991). 1993 року було виявлено примірник коректурного відбитка 1947 року. Наступного року за участю Ірини Еренбург «Чорна книга» вперше вийшла у повному вигляді в Литві. 2015 року «Чорну книгу» на основі вільнюського видання передруковано в Москві (М: Corpus, 2015).

## Зміст книги
Книга вміщує різноманітні матеріали, згруповані за географічним принципом. Значну частину з них являють матеріали особового походження: листи й щоденники людей, які врятувалися від Голокосту, листи й щоденники свідків, передсмертні записки загиблих. Крім них документальний блок матеріалів складають тексти показань свідків і фрагменти показань виконавців злочинів, надані Державною надзвичайною комісією зі встановлення й розслідування злочинів німецько-фашистських окупантів.
Поряд із ними у книжці вміщено опрацьовані професійними письменниками оповіді свідків і тих, хто вижив, скомпоновані на основі показань для Державної надзвичайної комісії зі встановлення й розслідування злочинів німецько-фашистських окупантів, джерел особового походження та, у окремих випадках, власного досвіду (нарис Аврома Суцкевера про Віленське гетто). 
Крім Іллі Еренбурга й Василя Гроссмана в підготовці книги брали участь літератори Авром Суцкевер, Лейб Квітко, Гірш Смоляр, Гірш Ошерович, Володимир Лідін, Маргарита Алігер, юрист Ілля Трайнін, історик Бер Марк та ін.
Остаточний текст книги складається зі 118 матеріалів, розподілених за розділами: «Україна», «Білорусь», «РРФСР», «Литва», «Латвія», «Радянські люди єдині», «Табори знищення» й «Кати».